# 조세일보
조세일보(租稅日報)는 조세회계 경제중심의 종합언론사이다. 2001년에 창간되었다. 본사는 서울특별시 서초구 서초동에 있다.